# Système 3
Système 3 est la troisième version majeure du système d’exploitation développé par Apple pour les ordinateurs Macintosh. Compatible avec les modèles équipés du microprocesseur Motorola 68000, il est lancé le 16 janvier 1986, en même temps que l’annonce du Macintosh Plus, et il est remplacé en mars 1987 par le Système 4. La dernière version du System 3 est la version 3.3 sortie en janvier 1987.

## Compatibilité et distribution
Le Système 3 est conçu pour fonctionner avec les Macintosh précédemment compatibles avec le Système 2, notamment le Macintosh 128K, le Macintosh 512K, le Macintosh XL, ainsi que les nouveaux modèles comme le Macintosh 512Ke et le Macintosh Plus.
Comme pour les versions précédentes, la mise à jour était distribuée sous forme de disquettes envoyées aux revendeurs, qui les distribuaient ensuite aux propriétaires de Macintosh.

## Caractéristiques
Le Système 3 améliore les performances par rapport au Système 2, notamment avec un Finder mis à jour en version 5.1, offrant une gestion plus rapide et efficace des fichiers et des dossiers. Le Système 3 améliore également le temps de démarrage et optimise la stabilité grâce à une meilleure gestion de la mémoire, en particulier sur les modèles équipés de 512 Ko de RAM ou plus, comme les Macintosh 512Ke et le Macintosh Plus. Parmi les nouvelles fonctionnalités, on trouve la commande Eject pour simplifier l’éjection des disquettes, une compatibilité accrue avec l'imprimante LaserWriter grâce à l’intégration du PostScript. Le Système 3 introduit également le système de fichiers Hierarchical File System (HFS) en remplacement de l'ancien Macintosh File System (MFS).
C’est avec le Système 3 qu’apparaît un effet visuel notable : la corbeille prend une forme "bombée" lorsqu’un fichier y est supprimé.

## Voir également
- Système 2
- Lisa OS
- Apple DOS